# Schizoribautia brittoni
Schizoribautia brittoni är en mångfotingart som beskrevs av Gilbert Edward Archey 1922. Schizoribautia brittoni ingår i släktet Schizoribautia och familjen storjordkrypare. Inga underarter finns listade i Catalogue of Life.